# Mönch
Mönch (în română Călugărul), este un munte cu altitudinea de 4.107 m deasupra n.m., situat în Alpii Bernezi. Acesta, împreună cu Eiger și Jungfrau, alcătuiește o grupă muntoasă marcantă care se poate vedea în Elveția de departe. Prima lui escaladare a avut loc la 15 august 1857, fiind efectuată de către  Christian Almer, Christian Kaufmann, Ulrich Kaufmann și Sigismund Porges.

## Stabilirea altitudinii
In anul 1935 s-a stabilit că altitudinea vârfului Mönch ar fi de  4099 m; această valoare mai poate fi încă întâlnită în literatura de specialitate. Măsurătorile din anul 1993, prin fotogrametrie din aer, au stabilit altitudinea de  4107 m, fiind astfel necesară o corectare a hărților geografice. O nouă măsurătoare prin sistemul GPS a stabilit altitudinea de 4109,4 m, iar printr-o nouă măsurătoare efectuată în anul 1999 s-a stabilit înălțimea de 4110 m. Aceste noi valori ale altitudinii nu au mai fost luate în considerare de cartografi, explicația acestor diferențe fiind ghețarul de pe pisc care a crescut în ultimii ani.